# صامويل فولر
صامويل فولر (بالإنجليزية: Samuel Fuller)‏ ( ولد 1912 م – وتوفي 1997 م ) هو مخرج سينمائي ، و ممثل، و كاتب سيناريو، و منتج أفلام ، و روائي ، و عارض من الولايات المتحدة الأمريكية . ولد في ورسستر ، ماساتشوستس .
توفي في هوليوود ، كاليفورنيا ، عن عمر يناهز 85 عاماً .

## الخدمة العسكرية
خدم في القوات البرية للولايات المتحدة.

## جوائز
حصل على جوائز منها:
- ميدالية النجمة البرونزية
- وسام القلب الأرجواني
- ستار سيلفر.

## روابط خارجية
- صامويل فولر على موقع IMDb (الإنجليزية)
- صامويل فولر على موقع الموسوعة البريطانية (الإنجليزية)
- صامويل فولر على موقع مونزينجر (الألمانية)
- صامويل فولر على موقع ألو سيني (الفرنسية)
- صامويل فولر على موقع ميوزك برينز (الإنجليزية)
- صامويل فولر على موقع تيرنر كلاسيك موفيز (الإنجليزية)
- صامويل فولر على موقع أول موفي (الإنجليزية)
- صامويل فولر على موقع قاعدة بيانات الأفلام السويدية (السويدية)
- صامويل فولر على موقع إن إن دي بي (الإنجليزية)
- صامويل فولر على موقع قاعدة بيانات الفيلم (الإنجليزية)